# دیلان فان بارله
دیلان فان بارله (هلندی: Dylan van Baarle؛ زادهٔ ۲۱ مهٔ ۱۹۹۲) دوچرخه‌سوار اهل هلند است.
از باشگاه‌هایی که در آن رکاب زده‌است می‌توان به کنندیل–دراپاک، تیم دوچرخه‌سواری رابوبانک دولوپمنت و تیم اسکای اشاره کرد.